# Aspidoecia
Aspidoecia är ett släkte av kräftdjur som beskrevs av Giard och Bonnier 1889. Aspidoecia ingår i familjen Nicothoidae.
Släktet innehåller bara arten Aspidoecia normani.